# Rittergut Exten
Das Rittergut Exten ist ein Herrensitz und eine ehemalige Burganlage der Herren von Eckersten im Ortsteil Exten der Stadt Rinteln im Landkreis Schaumburg in Niedersachsen.

## Geschichte
Das Gut Exten erscheint erstmals 1224 in der historischen Überlieferung. Schon damals war es im Besitz des Geschlechts von Eckersten und blieb dies bis zur ersten Hälfte des 16. Jahrhunderts. Um 1300 besaß Arnold von Eckersten ein Haus als Lehen des Bistums Minden. Die Familie starb 1543 aus, 1598 ist der Herrensitz in den Händen der Herren von Wartensleben nachweisbar. Zuvor wurde 1545 in einem Erbvertrag neben dem „Alten Hof“ auch eine „Burgstätte zu Exten“ genannt, die mit dem „Alten Hof“ verbunden war. Die Burg selbst war zu diesem Zeitpunkt somit schon abgegangen. 1727 ließ Karl Christian Graf von Wartensleben das heutige Haupthaus durch den Bremer Baumeister Conrad Georg Conradi auf den Grundmauern eines älteren Hauses errichten. Im Jahr 1809 verkaufte Ferdinand Graf von Wartensleben das Gut 1809 für 55.000 Taler an Bernard Diederik Gijsbert Freiherr von Wardenburg, angeblich aus Besorgnis, dass der damalige Landesherr, König Jérôme Bonaparte von Westphalen, das Rittergut ohne Entschädigung einziehen könnte. 1814 ersteigerte es der Kaufmann Wilhelm Grimmell aus Bremen. Nach dessen Tod 1839 ging es auf dem Erbwege an Christian Theodor von Meien. Die Familie von Meien besitzt es noch heute.

## Beschreibung
Der in der Urkunde von 1545 erwähnte „Alte Hof“ ist mittlerweile ebenso abgegangen wie die Burg. Nördlich des heutigen Gutes wurde in den 1950er Jahren ein rechteckiger Platz beobachtet, der von einer zugeworfenen Gräfte umgeben war. Dies dürfte der Standort der ehemaligen Burg gewesen sein.

Das heutige Herrenhaus von 1727 ist ein zweistöckiges Gebäude im spätbarocken Régence-Stil mit Walmdach, übergiebeltem Mittelteil und gegenläufiger Freitreppe. Von den Nebengebäuden stammt das Kutscherhaus aus dem Jahr 1810 und die Orangerie aus dem Jahr 1800.

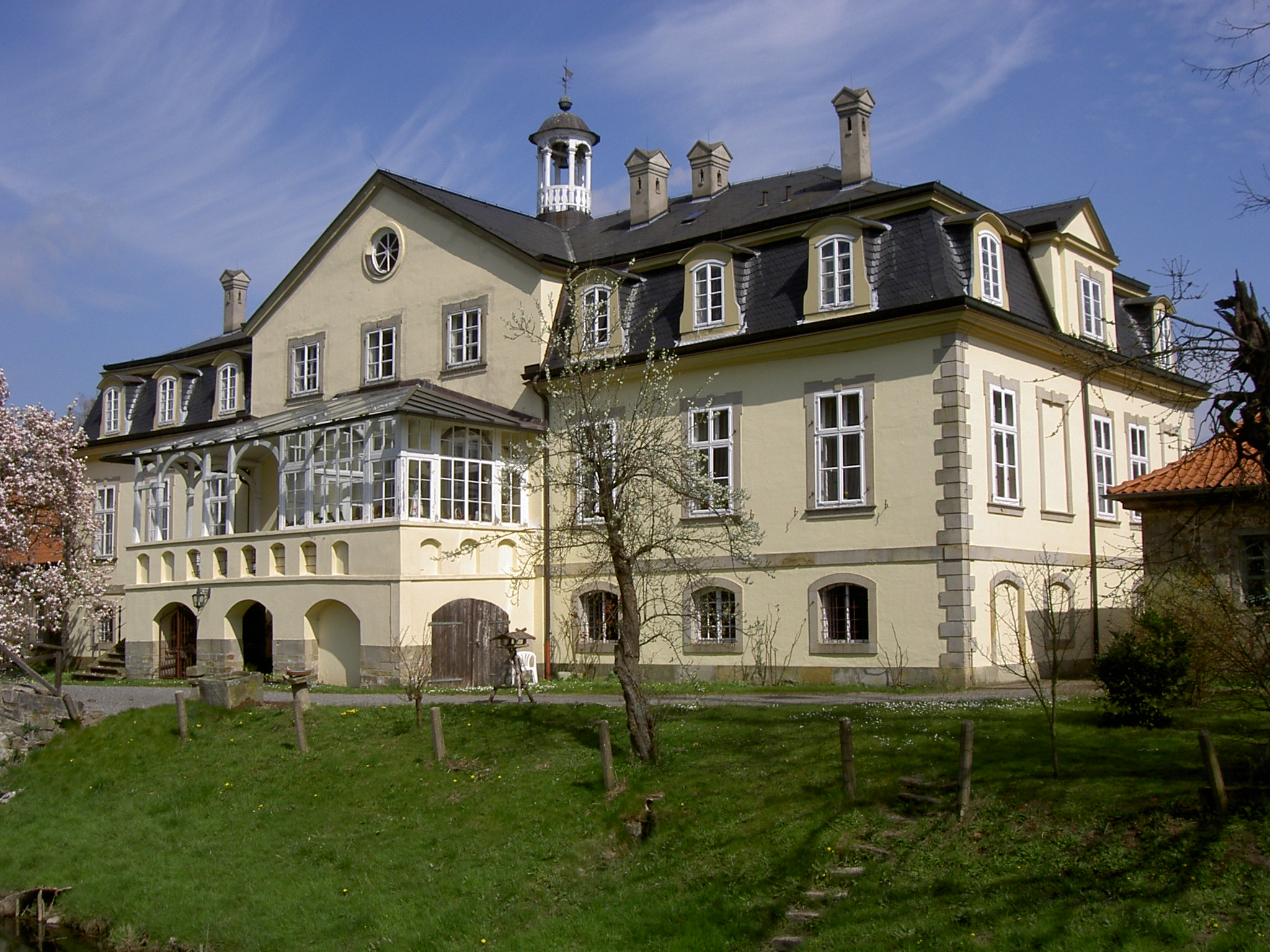
Die Gartenseite des Herrenhauses
Drei Wappen der Besitzer des Rittergutes Exten (v.l.: von Eckersten, von Wartensleben, von Meien)
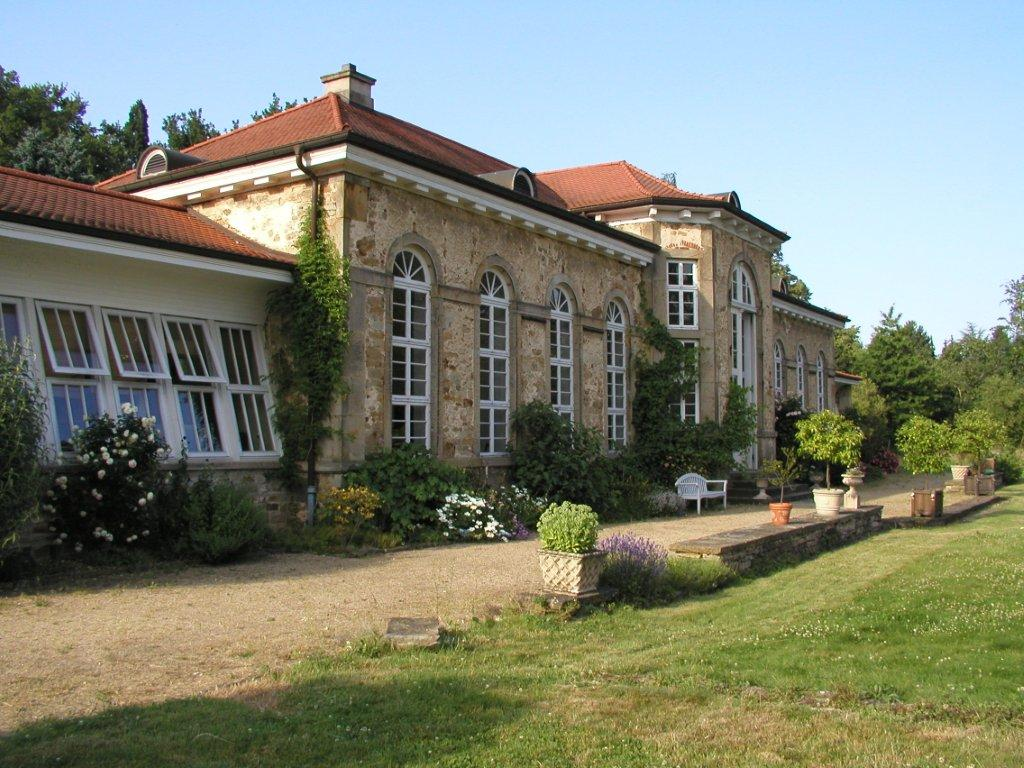
Orangerie Exten